# Federleitungstrommel
Eine Federleitungstrommel ist eine technische Einrichtung, um ortsveränderliche Verbraucher mit Energie, Daten oder anderen Medien zu versorgen.

## Handhabung
Hierbei wird eine Leitung oder ein Schlauch auf eine Trommel gewickelt, welche durch Federspannung auf- und abrollen kann. Federleitungstrommeln finden z. B. Anwendung bei Kranen zur elektrischen Versorgung des Greifers oder Magneten, in Kläranlagen zur Versorgung des Längsräumers oder auf Theaterbühnen in verfahrbarer Bühnentechnik. Federleitungstrommeln wiederum unterliegen der Niederspannungsrichtlinie 73/23/EWG und somit der CE-Kennzeichnungspflicht.